# Laura Schwensen
Laura Schwensen (Kappeln, 25 de julio de 1991) es una deportista alemana que compitió en remo como timonel.
Ganó tres medallas en el Campeonato Europeo de Remo entre los años 2010 y 2014. Participó en los Juegos Olímpicos de Londres 2012, ocupando el séptimo lugar en la prueba de ocho con timonel.

## Palmarés internacional
| Campeonato Europeo | Campeonato Europeo          | Campeonato Europeo | Campeonato Europeo |
| Año                | Lugar                       | Medalla            | Prueba             |
| ------------------ | --------------------------- | ------------------ | ------------------ |
| 2010               | Montemor-o-Velho (Portugal) | Medalla de bronce  | Ocho con timonel   |
| 2013               | Sevilla (España)            | Medalla de plata   | Ocho con timonel   |
| 2014               | Belgrado (Serbia)           | Medalla de bronce  | Ocho con timonel   |